# Anthony Frederick Augustus Sandys

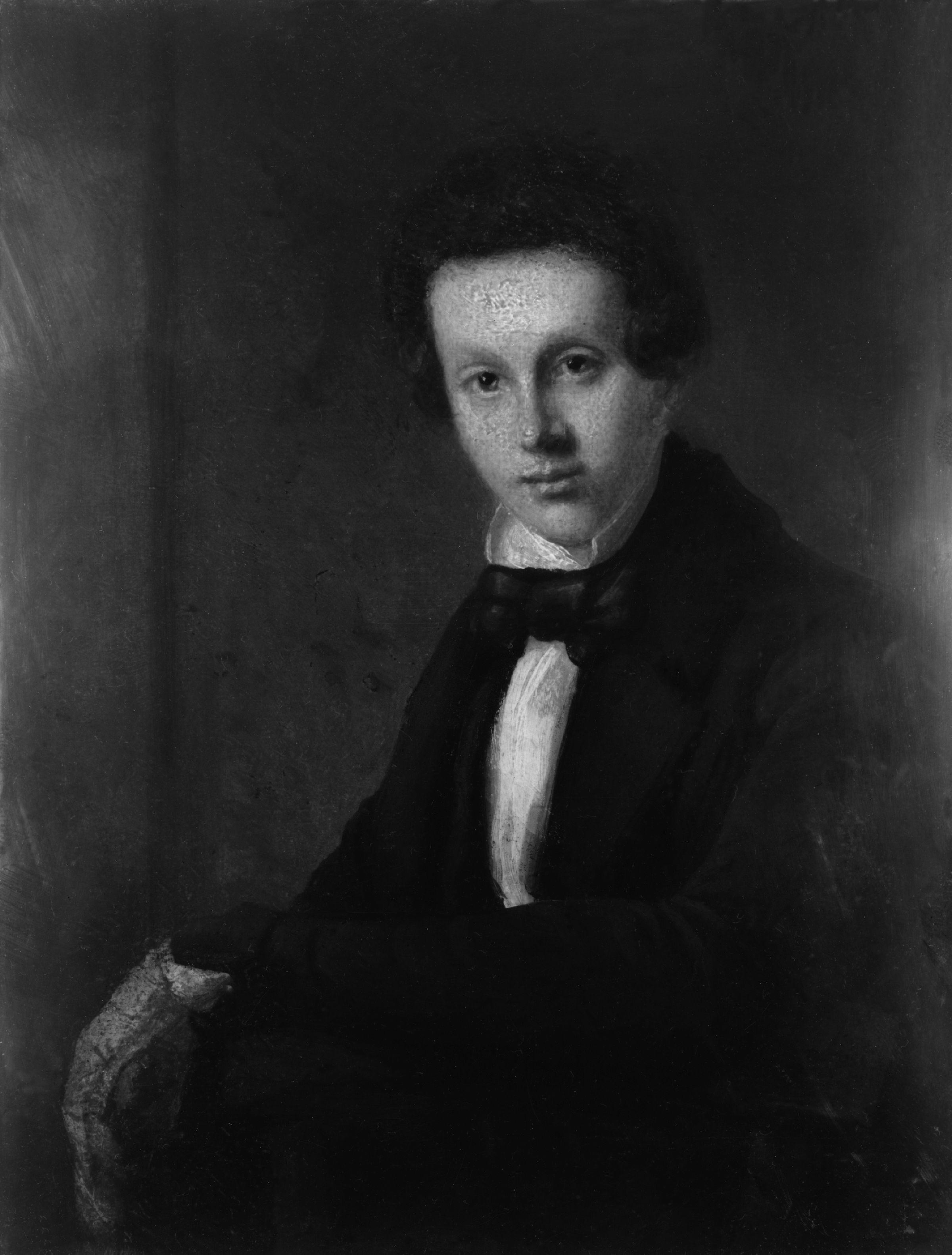
Frederick Sandys por Anthony Sands, 1848.

Anthony Frederick Augustus Sandys (Norwich, 1 de mayo de 1829 — Londres, 25 de junio de 1904) pintor, ilustrador y delineante prerrafaelista británico asociado a la época victoriana. 
Sus trabajos se centraban en la mitología y los retratos. En 1846 asistió a la Norwich School of Design. En 1899 se convirtió en miembro del Executive Committee of the International Society of Sculptors, Painters and Gravers. Su hermana Emma, también fue una importante artista.

## Obras sobresalientes
- María Magdalena, 1860
- Helena de Troya, 1867
- Medea, 1868
- Isolda con la poción de amor, 1870

## Galería

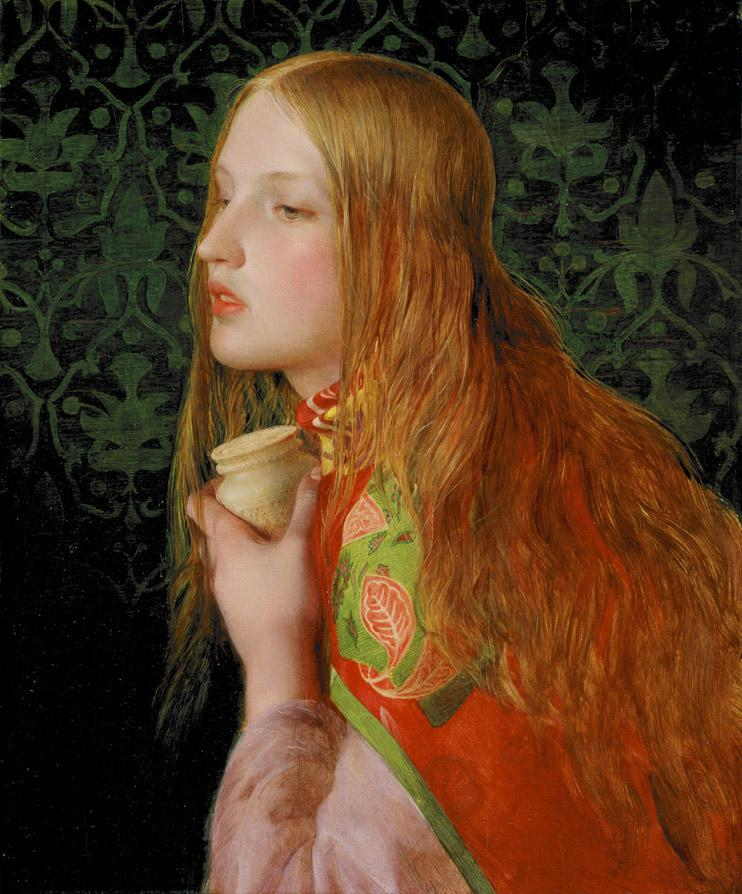
María Magdalena, Delaware Art Museum (circa 1858-60)
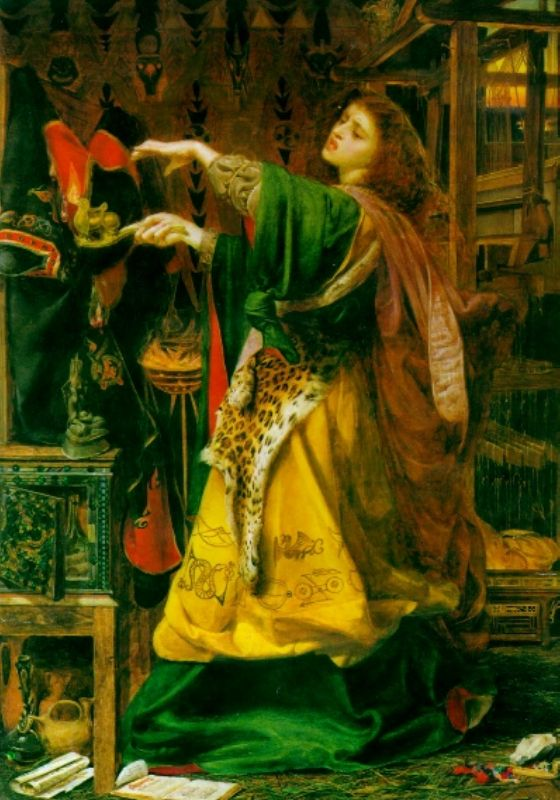
Morgana, 1864, Birmingham Museum & Art Gallery (1862)
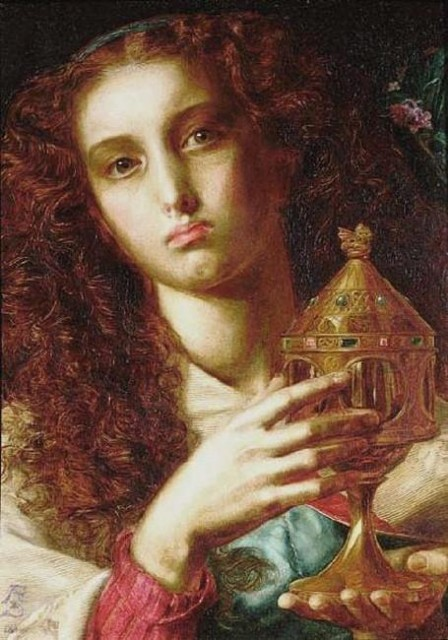
La hija del rey Pelle (1861).
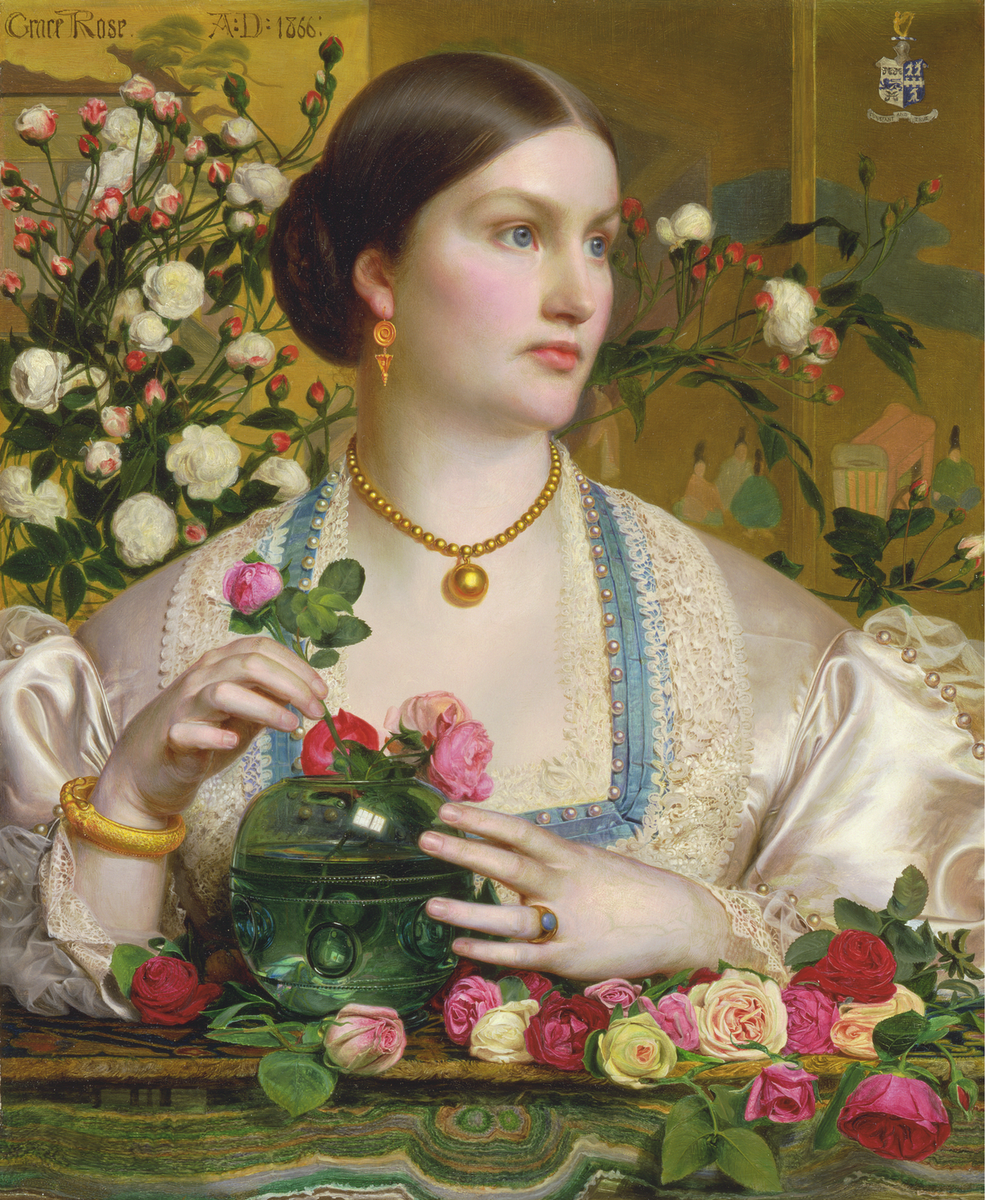
Grace Rose, 1866, Centro de Arte Británico de Yale
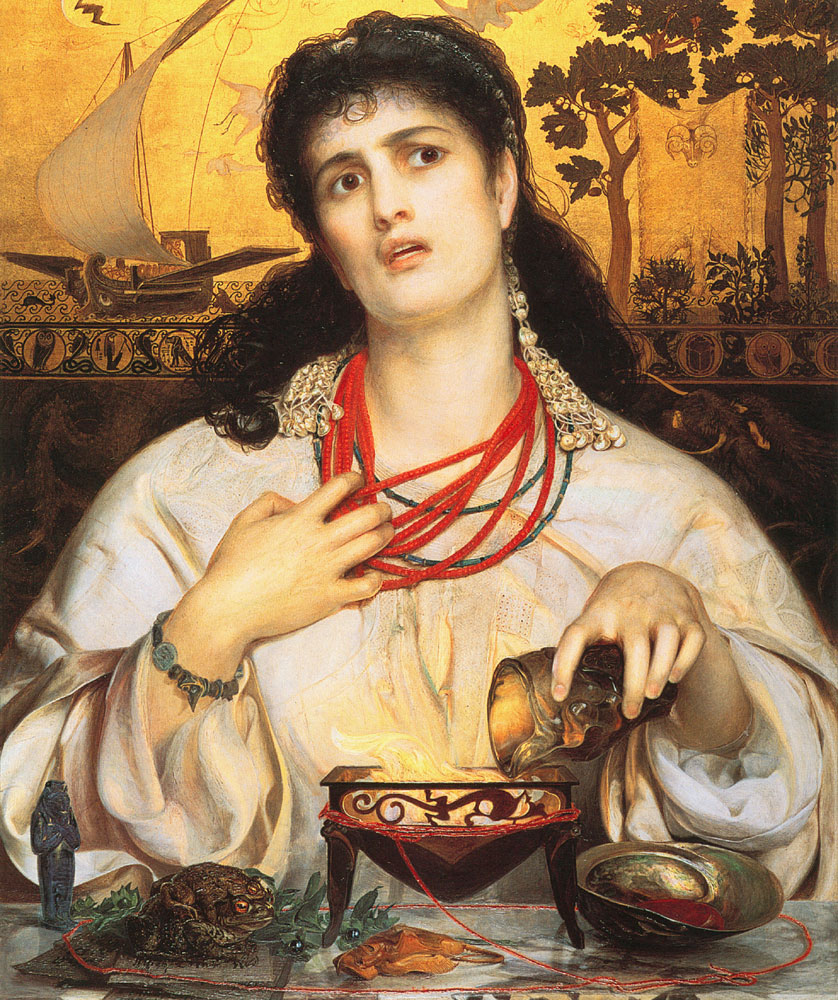
Medea, 1868.
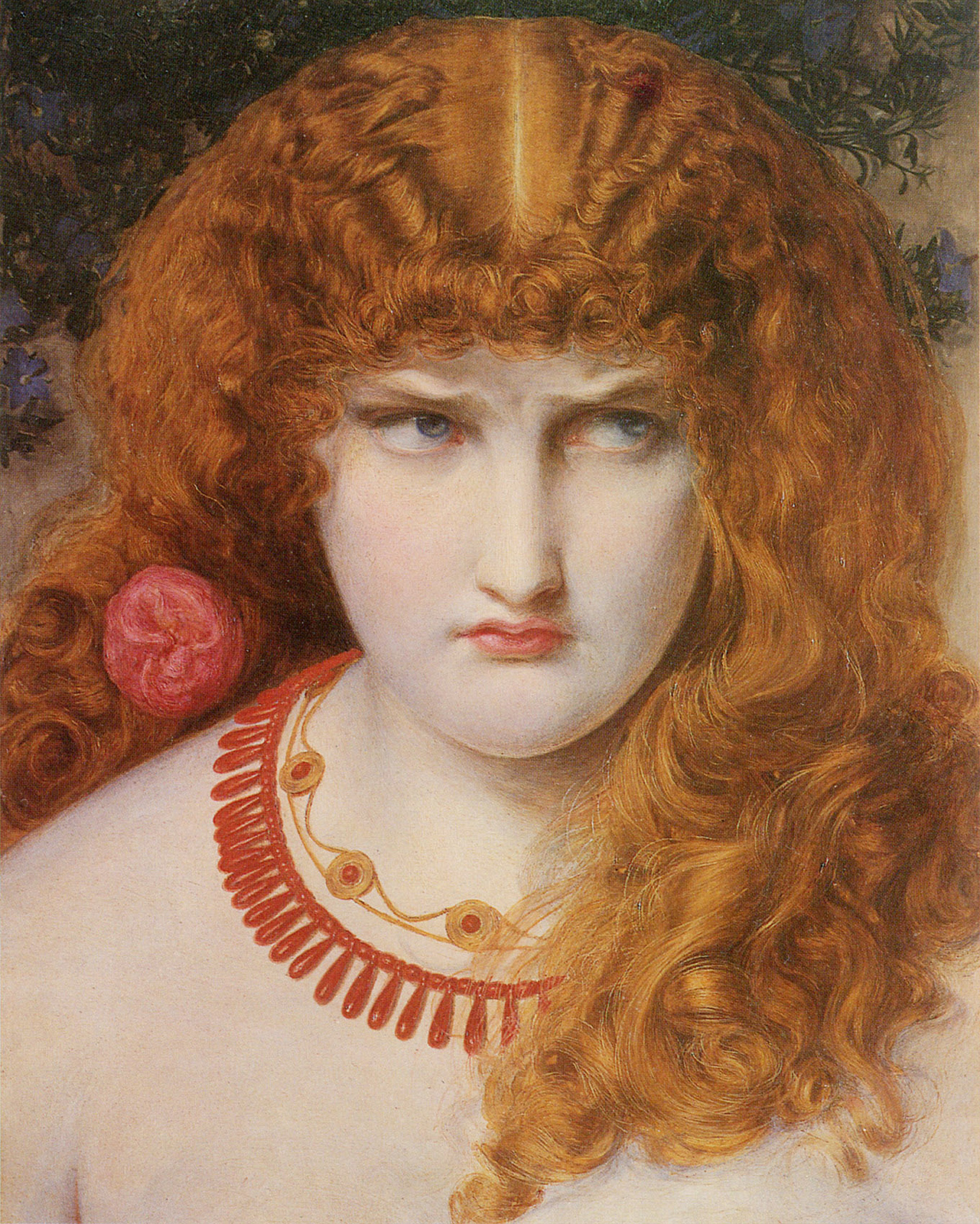
Helena de Troya, 1867.